# Buellia microsporella
Buellia microsporella är en lavart som beskrevs av Elix. Buellia microsporella ingår i släktet Buellia och familjen Physciaceae.   Inga underarter finns listade i Catalogue of Life.